# 费北县
费北县，中国旧县名。
山东抗日根据地设。1940年由费县北部析置。以位县北得名。县治在罗圈峪。1946年撤销，与费东县合并设蒙山县。 